# Tenet (film)
A Tenet 2020-ban bemutatott brit-amerikai akciófilm, sci-fi, melyet Christopher Nolan írt és rendezett. A főszereplők John David Washington, Robert Pattinson, Elizabeth Debicki, Dimple Kapadia és Kenneth Branagh.
A Warner Bros. három alkalommal halasztotta el a Covid19-pandémia miatt a Tenet megjelenését, így az Egyesült Királyságban 2020. augusztus 26-án, Magyarországon augusztus 26-án, az Amerikai Egyesült Államokban szeptember 3-án volt a bemutató.
A film általánosságban pozitív értékeléseket kapott a kritikusoktól: dicsérték a szereplők filmbéli teljesítményét, Nolan rendezését, Ludwig Göransson zenei összeállítását, az akciójeleneteket és az ambíciót, bár egyesek szerint zavaró volt a film cselekménye.
Nolan több mint öt éven keresztül írta a forgatókönyvet. A szereplőválogatás 2019 márciusában kezdődött. A fontosabb forgatási helyszínek: Dánia, Észtország, India, Olaszország, Norvégia, Egyesült Királyság és az Amerikai Egyesült Államok.

## Cselekmény
Egy Washingtonban működő szervezet, az úgynevezett „Tenet” feladata, hogy megakadályozza a harmadik világháború kitörését.
Egy ismeretlen nevű titkos ügynök inkább a halált választja, minthogy a partnerei nevét elárulja. A kórházi ágyon rájön, hogy a méregkapszula, amire ráharapott, nem volt halálos, és ezzel sikeresen teljesített egy tesztet, amibe sokan belebuknak.
Csatlakozik egy nemzetközi kémcsoporthoz, akik megpróbálják megakadályozni a harmadik világháborút. Megkapja a „tenet” kódszót, amely nem csak a helyes, de a rossz ajtókat is megnyitja. Kutatók felismerik az „idővisszafordítás” fogalmát, amit ismeretlenek a jövőben fejlesztenek ki, és amivel például tárgyakat tudnak visszaküldeni a múltba (azaz a jelenbe), továbbá amivel események időbeli menetét meg lehet fordítani.
A főhős feladata egy orosz fegyverkereskedő, Andrej Szator (Kenneth Branagh) levadászása, aki egy mindennél pusztítóbb harmadik világháború kirobbantását tervezi, aminek során az ismert világ egyszerűen megsemmisül. A főhős összefog Neil (Robert Pattinson) angol kémmel, és együtt, merész mozdulatokkal és az idő folyásának megfordítására irányuló erővel meg kell menteniük az embereket a jövőben - egyaránt a jelenben is. Szatort azonban nem szabad megölni, mert rájönnek, hogy a csuklóján lévő „fitnesz karkötő” úgy van beállítva, hogy ha ő meghal, akkor a világ pusztításának folyamata azonnal beinduljon. Ezt kell minden áron megakadályozniuk.
Andrej Szatornak gyógyíthatatlan hasnyálmirigy-rákja van, és azért akarja elpusztítani az egész világot (benne a saját kisfiát), mert nincs vesztenivalója.

## Szereplők
| Szerep                          | Színész               | Magyar hang     |
| ------------------------------- | --------------------- | --------------- |
| Főhős                           | John David Washington | Orosz Ákos      |
| Neil, a főhős segítője és társa | Robert Pattinson      | Hajdu Tibor     |
| Kat, Andrej Szator felesége     | Elizabeth Debicki     | Pálfi Kata      |
| Priya                           | Dimple Kapadia        | Bencze Ilona    |
| Michael Crosby                  | Michael Caine (cameo) | Ujréti László   |
| Andrej Szator                   | Kenneth Branagh       | Csankó Zoltán   |
| Ives                            | Aaron Taylor-Johnson  | Makranczi Zalán |
| Sammy                           | Wes Chatham           |                 |
| Barbara                         | Clémence Poésy        | Sodró Eliza     |
| Mahir                           | Himesh Patel          |                 |
| Liam                            | Denzil Smith          |                 |
| Victor                          | Martin Donovan        |                 |
| Vörös katona 1#                 | Sean Avery            |                 |
| Wheeler                         | Fiona Dourif          | Mentes Júlia    |
| Quinton                         | Yuri Kolokolnikov     |                 |
| N/A                             | Jack Cutmore-Scott    |                 |